# Carsten Tank

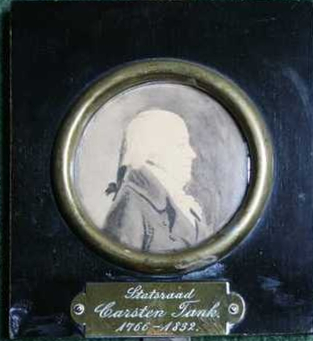
Carsten Tank (1814)

Carsten Tank (* 23. April 1766 in Fredrikshald (heute Halden); † 28. Januar 1832 in Fredrikshald) war ein norwegischer Kaufmann und Politiker.

## Leben
Seine Eltern waren der Kaufmann und Stempelpapierverwalter Nils Carstensen Tank (1725–1801) und dessen Frau Sophie Cathrine Leuch (1740–1778). Er heiratete in erster Ehe um 1794 Bertha Sophie Leth (19. Januar 1777–18. Februar 1795), Tochter des Bürgermeisters, Eichbeamter und Warenprüfer Christian Leth (1740–1803) und dessen Frau Maria Margaretha Ziegler (1752–1820); in zweiter Ehe heiratete er am 19. August 1796 Cathrine von Cappelen (21. Juli 1772–26. Juni 1837), Tochter des Kaufmanns Diderik von Cappelen (1734–1794) und dessen Frau Petronelle Juel (1737–1785).

## Wirtschaftlicher Aufstieg
Tank wuchs in einer reichen Kaufmannsfamilie in Fredrikshald auf und übernahm die Firma Tank & Co., die vom Großvater gegründet war. Über die Familie seiner Großmutter väterlicherseits war er mit einflussreichen Persönlichkeiten mit guten Verbindungen nach Christiania verwandt. Er erhielt eine kaufmännische Ausbildung, und seine Geschäftsbereiche waren Großhandel, Reederei und Holzhandel. Er wurde in den Jahren vor der Krise von 1807 ein sehr reicher Mann. Ihm gehörten mehr als 100 Landgüter. 1823 kaufte er den Herrenhof Sanne in Tune (heute ein Teil von Sarpsborg) mit Norwegens damals größtem Sägewerk Soli. Einige seiner Höfe betrieb er als Mustergüter, von wo die Kenntnisse über die Landwirtschaft in die Umgebung verbreitet wurden. Er betrieb auch eine Zuckerraffinerie und eine Tabakfabrik. 1811 stiftete er 10.000 Rigsdaler an die neu errichtete norwegische Universität in Christiania. Der Krieg, die Inflation, der große Brand von Fredrikshald, der Rückgang des Holzhandels, und Konkurse im In- und Ausland brachten ihn in wirtschaftliche Bedrängnis. Auch kündigten seine Geschäftspartner ihm ihre Kredite. 1829 ging er in Konkurs und musste die Staatsratspension beantragen, die ihm vom König auch bewilligt wurde.

## Politische Betätigung
Auf Grund seiner guten Handelsbeziehungen zu Schweden war er frühzeitig ein Anhänger der Union Norwegens mit Schweden. 1790 traf er in einer geheimen Mission mit dem vom schwedischen König Gustav III. entsandten General Gustav Mauritz Armfelt in Värmland zusammen, wo ein norwegischer Aufstand gegen Dänemark diskutiert wurde. Prinz Christian Frederik besuchte ihn 1813, und sie befreundeten sich. 1813 nahm er in Christiania an einer Versammlung teil, die sich mit der Errichtung einer norwegischen Diskonto- und Kreditbank befasste. Am 27. Januar 1814 nahm er an der Zusammenkunft einflussreicher Männer aus Christiania mit Prinz Christian Frederik und am 16. Februar an der Notablen-Versammlung in Eidsvoll teil. Ab dem 2. März 1814 war er Mitglied des Regierungsrates und wurde am 19. Mai Staatsrat. Im Juni und Juli 1814 war er Zeuge der Verhandlungen mit den Emissären der Großmächte, die die Selbständigkeit Norwegens ablehnten und die Einhaltung des Kieler Friedens vom 14. Januar 1814 forderten. Einer von ihnen beschrieb ihn als dänenfeindlich und Befürworter der schwedisch-norwegischen Union. Kurz nach der Abreise der Delegationen, als der Krieg nicht mehr abzuwenden war, schied Tank aus der Regierung aus. Tank reiste nach Schweden zu Verhandlungen mit dem Kronprinzen und bereitete den Frieden von Moss vor. Zurückgekehrt überbrachte er der norwegischen Regierung den Entwurf zu einem Friedensvertrag und der Unionsverhältnisse. Er hatte sich über die Vorgaben König Christian Frederiks hinweggesetzt, und es entstanden Zweifel an seiner politischen Haltung, denn aus Tanks Sicht war die Union mit Schweden eine vorteilhafte Lösung. Er repräsentierte Fredrikshald und Fredrikstad in den Stortingsversammlungen von 1815 bis 1816 und von 1821 bis 1822. 1821 wurde er Präsident des Stortings. In der ersten Sitzungsperiode kümmerte er sich besonders um das norwegische Geld- und Bankwesen, und ihm wird der größte Einfluss auf das Ergebnis zugeschrieben.

## Sieht auch
- Tanche